# 以漢字寫粵語
《以漢字寫粵語》（The Representation of Cantonese with Chinese Characters）是張群顯与包睿舜2002年在《中国语言学报》专集系列第18期发表的英文学术著作。著作以香港所使用的粤语为研究对象，介绍以此所产生的粤语文字及其造字结构。并将所收集的1095个粵語用字作成数据库，指出电脑处理粤语以及用汉字表达粤语的问题。
文中有三个附表，列出了所收集的粤语用字在大五碼和香港增補字符集中的編碼，读音使用粤语拼音表示，并用英语进行简单说明。